# Rodrigo (football, 1980)
Pour les articles homonymes, voir Rodrigo.
Rodrigo, de son vrai nom Rodrigo Lacerba Ramos, est un footballeur brésilien, né le 6 octobre 1980 à São Bernardo do Campo. Il évolue en tant que milieu de terrain.

## Biographie
Il revient au club pour la saison 2009-2010 après avoir joué une saison au Júbilo Iwata. Il y signe un contrat de 3 ans.
Pour la saison 2012-2013 il est prêté par le FC Sion au Lausanne-Sport pour le temps d'une saison.

## Palmarès
- Coupe du monde des moins de 20 ans : Quart de finale en 1999.
- Vainqueur de la Coupe de Suisse en 2011 avec le FC Sion,  Suisse